# Perforce
Perforce (P4) — комерційна система керування версіями. Існує безкоштовна ліцензія для двадцяти користувачів. Розроблена компанією Perforce Software, що була створена у 1995 році. Має клієнт-серверну архітектуру. Сервер Perforce здатний одночасно мати кілька репозиторіїв, що називаються «депо»(англ. depot).
Сервер Perforce може бути встановлений на операційні системи Unix, Mac OS X, Microsoft Windows.
Клієнту надається графічний інтерфейс і широкий набір утиліт для роботи з командним рядком. Клієнтська частина реалізована для широкого набору операційних систем.
Також розроблений великий діапазон плагінів, що дозволяють інтегруватись з широким кругом інтегрованих середовищ розробки і застосувань інших розробників: IntelliJ IDEA, XCode, Autodesk 3D Studio Max, Autodesk Maya, Adobe Photoshop, Microsoft Office, Eclipse, emacs. Замість цього система надає більшість інших можливостей — різноманітного виду (notification), створення і обслуговування гілок (branching), з потужною системою злиття гілок (merging), точки відкату у базі даних(checkpoints) і взаємодія з системами відстеження проблем (bug tracking).
На сьогодні нараховується більш ніж 400 000 користувачів Perforce в 5 500 компаніях.